# Paederia axilliflora
Paederia axilliflora är en måreväxtart som beskrevs av Christian Puff. Paederia axilliflora ingår i släktet Paederia och familjen måreväxter. Inga underarter finns listade i Catalogue of Life.